# Lowell C. Hansen
Lowell C. Hansen (* 11. Oktober 1939 in Sioux Falls, South Dakota) ist ein US-amerikanischer Politiker. Zwischen 1979 und 1987 war er Vizegouverneur des Bundesstaates South Dakota.

## Werdegang
Lowell Hansen absolvierte die High School und danach die University of Nebraska, wo er Wirtschaftsverwaltung studierte. Zwischen 1962 und 1964 diente er in der United States Army, in der er es bis zum Hauptmann brachte. Später leitete er das Transportunternehmen Jack Rabbitt Bus Lines. Außerdem war er seit 1965 Eigentümer einer Ranch in South Dakota. Politisch schloss er sich der Republikanischen Partei an. Zwischen 1974 und 1979 saß er als Abgeordneter im Repräsentantenhaus von South Dakota, dessen Speaker er seit 1977 war.
1978 wurde Hansen an der Seite von Bill Janklow zum Vizegouverneur von South Dakota gewählt. Dieses Amt bekleidete er nach einer Wiederwahl zwischen 1979 und 1987. Dabei war er Stellvertreter des Gouverneurs und Vorsitzender des Staatssenats. Nach seiner Zeit als Vizegouverneur ist er politisch nicht mehr in Erscheinung getreten. Er war bzw. ist Mitglied zahlreicher Organisationen und Vereinigungen.